# 1798년 프랑스 총재선거
1798년 프랑스 총선은 1798년에 치러진 선거로, 공화력 3년 헌법에 따른 제한선거로 오백인회 중 154인을 선출했다.

## 배경
1797년 선거로 다수가 된 왕당파는 구시대로 회귀하려 하였다. 에미그레(망명자)의 친척에 대한 정치 활동 제한이 허용되었고, 기피성직자도 시민권을 되찾았다.
총재인 바라스, 루벨, 라 루베리에르 등은 쿠데타로 정부 왕당파를 추방하기로 모의했다. 1797년 9월 4일(프랑스 혁명력 프뤽티도르 18일) 먼저 방데의 반란을 평정했던 라자르 오슈와 나폴레옹의 부하인 피에르 오주로를 파리에 초청하여, 이른바 〈프뤽티도르 18일 쿠데타〉를 일으켰다.
쿠데타는 성공했다. 선거에서 뽑힌 198명의 의원이 당선 무효가 되었고 많은 유명 인사들이 체포되었다. 총재인 바르세레미는 남아메리카의 카옌으로 추방되었고 카르노는 망명했다. 그 후임 총재로 두에와 누샤토가 올랐다. 정부 요직은 공화파가 점유하였고, 에미그레의 친척에 대한 법률도 부활되었다. 군사 법정이 설치되었고, 망명은 유죄로 프랑스에 귀국을 명하는 판결이 내려졌다.
기피성직자는 다시 억압되게 되었다. 수백 명이 카옌으로 보내지거나, 혹은 레 섬과 오레론 섬의 폐허에 갇혔다. 라 루베리에르 스스로 교단을 확장하고 많은 교회를 경신박애교 시설로 개조하였다. 정부는 10요일(프랑스 혁명력 참조)을 공적인 제례일로 정하고 의무적으로 업무를 쉬도록 하여, 지금까지 교회에서 행해지고 있었던 일요일 예배를 금지시켰다. 언론의 자유가 제한되고 신문은 발행 금지 처분당하여, 신문은 일제히 추방되었다.
이전 귀족 전체를 프랑스에서 추방하는 것이 제안되었다. 그 방안은 실현되지 않았지만, 옛 귀족은 외국인 취급이 되었고 시민권을 얻기 위해서는 귀화를 해야만 했다. 또한 채권 이자의 2/3는 무효 처리됐다.
기타 정책으로 경제 장관 라메르는 긴축 정책을 취하여, 지출을 줄이고, 각종 급여의 인하와 동결, 간접세의 부활 등의 정책을 실시했다. 또한 내무 장관 누샤토는 학교와 정부 통계 등에 주력했다.

## 선거 결과
| 정당     | 선거결과 |
| -------- | -------- |
| 몽테뉴파 | 106석    |
| 총재파   | 44석     |
| 무소속   | 4석      |

선거에서 정부에 비판적인 의원들이 많이 당선되자 총재정부는 반대파를 줄이기 위해 1798년 5월 11일(프랑스 혁명력 플로레알 22일), 당선자 154명 가운데, 정부에 반대하는 106명의 선거 결과를 무효로 하는 법안을 강행 통과시켰다. 이것이 《플로레알 22일의 쿠데타》로 불리는 사건이다